# Madiran (gemeente)
Madiran is een gemeente in het Franse departement Hautes-Pyrénées (regio Occitanie) en telt 476 inwoners (2005). De plaats maakt deel uit van het arrondissement Tarbes. De rode Madiranwijnen die in deze streek worden geproduceerd, dragen ook de naam van het dorp.

## Geografie
De oppervlakte van Madiran bedraagt 14,9 km², de bevolkingsdichtheid is 31,9 inwoners per km².

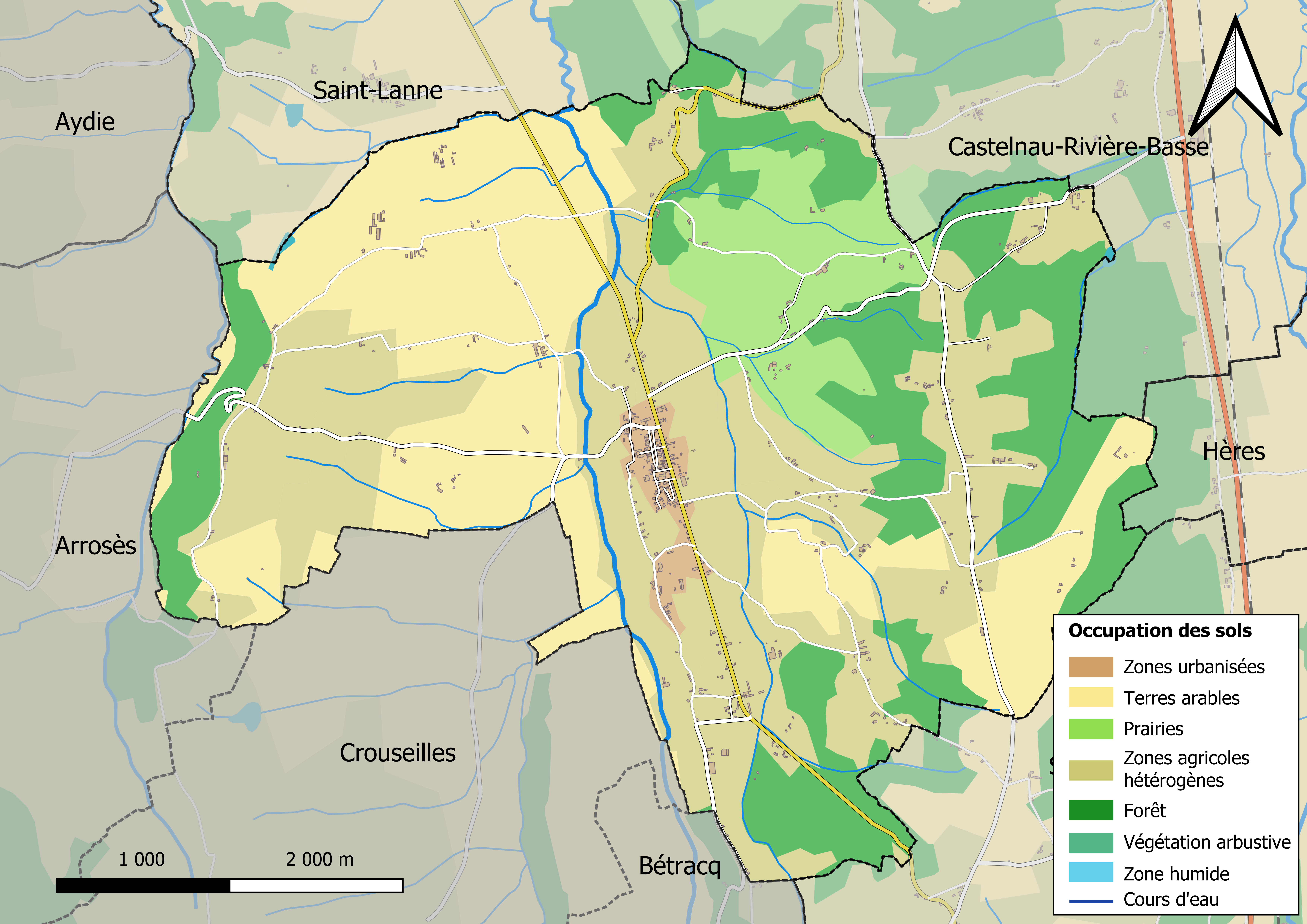
Kaart van de gemeente met belangrijkste infrastructuur, bodemgebruik en omliggende gemeenten

## Demografie
Onderstaande figuur toont het verloop van het inwonertal (bron: INSEE-tellingen).